# تشاك روز
تشاك روز (بالإنجليزية: Chuck Rose)‏ هو لاعب كرة قاعدة أمريكي، ولد في 1 سبتمبر 1885 في ميكون في الولايات المتحدة، وتوفي في 4 أغسطس 1961 في سالينا في الولايات المتحدة.

## وصلات خارجية
- تشاك روز على موقعبيزبول رفرنس.كوم (الدوري الرئيسي) (الإنجليزية)
- تشاك روز على موقعبيزبول رفرنس.كوم (الدوري الثانوي) (الإنجليزية)